# الغرب (البرتغال)
الغرب (بالبرتغالية: Algarve  وأصلها الكلمة العربية الغرب) هي منطقة واقعة في أقصى جنوب البرتغال. تبلغ مساحتها 5.412 كيلومتر مربع وما يقرب 410,000 نسمة، تشتمل على 16 بلدية. فارو هي مركزها الإداري، حيث يقع كل من مطار فارو الدولي وجامعة الغرب . السياحة وما يتصل بها من أنشطة واسعة يشكلون الجزء الأكبر من اقتصاد الغرب خلال الصيف. كما تعتمد على الأسماك ، وإنتاج المأكولات البحرية والفاكهة، كما تشمل على البرتقال والفاصوليا الخروب والتين واللوز. الغرب هو من بين الوجهات السياحية الأكثر شعبية في البرتغال، وعدد سكانها يتضاعف خلال ذروة موسم العطلات وذلك بفضل تدفق أعداد كبيرة من السياح.

## المناخ
يظهر الجدول التالي التغييرات المناخية على مدار السنة لالغرب:
| البيانات المناخية لـالغرب | البيانات المناخية لـالغرب | البيانات المناخية لـالغرب | البيانات المناخية لـالغرب | البيانات المناخية لـالغرب | البيانات المناخية لـالغرب | البيانات المناخية لـالغرب | البيانات المناخية لـالغرب | البيانات المناخية لـالغرب | البيانات المناخية لـالغرب | البيانات المناخية لـالغرب | البيانات المناخية لـالغرب | البيانات المناخية لـالغرب | البيانات المناخية لـالغرب |
| الشهر | يناير                     | فبراير                    | مارس                      | أبريل                     | مايو                      | يونيو                     | يوليو                     | أغسطس                     | سبتمبر                    | أكتوبر                    | نوفمبر                    | ديسمبر                    | المعدل السنوي             |
| --- | ------------------------- | ------------------------- | ------------------------- | ------------------------- | ------------------------- | ------------------------- | ------------------------- | ------------------------- | ------------------------- | ------------------------- | ------------------------- | ------------------------- | ------------------------- |
| الدرجة القصوى °م (°ف) | 21.9 (71.4)               | 24.7 (76.5)               | 28.9 (84.0)               | 30.1 (86.2)               | 33.6 (92.5)               | 37.1 (98.8)               | 44.3 (111.7)              | 39.6 (103.3)              | 37.4 (99.3)               | 33.3 (91.9)               | 28.6 (83.5)               | 24.0 (75.2)               | 44.3 (111.7)              |
| متوسط درجة الحرارة الكبرى °م (°ف)                                                                                              | 16.1 (61.0)               | 16.9 (62.4)               | 19.1 (66.4)               | 20.4 (68.7)               | 22.8 (73.0)               | 26.4 (79.5)               | 29.2 (84.6)               | 28.8 (83.8)               | 26.6 (79.9)               | 23.2 (73.8)               | 19.6 (67.3)               | 17.0 (62.6)               | 22.2 (72.0)               |
| المتوسط اليومي °م (°ف) | 12.0 (53.6)               | 12.8 (55.0)               | 14.8 (58.6)               | 16.1 (61.0)               | 18.4 (65.1)               | 21.9 (71.4)               | 24.2 (75.6)               | 24.1 (75.4)               | 22.3 (72.1)               | 19.3 (66.7)               | 15.7 (60.3)               | 13.3 (55.9)               | 17.9 (64.2)               |
| متوسط درجة الحرارة الصغرى °م (°ف)                                                                                              | 7.9 (46.2)                | 8.7 (47.7)                | 10.5 (50.9)               | 11.8 (53.2)               | 14.0 (57.2)               | 17.3 (63.1)               | 19.1 (66.4)               | 19.4 (66.9)               | 18.0 (64.4)               | 15.3 (59.5)               | 11.7 (53.1)               | 9.6 (49.3)                | 13.6 (56.5)               |
| أدنى درجة حرارة °م (°ف) | −1.2 (29.8)               | −1.2 (29.8)               | 2.3 (36.1)                | 3.6 (38.5)                | 6.7 (44.1)                | 8.0 (46.4)                | 11.9 (53.4)               | 13.1 (55.6)               | 9.9 (49.8)                | 7.8 (46.0)                | 2.7 (36.9)                | 1.2 (34.2)                | −1.2 (29.8)               |
| الهطول مم (إنش) | 59.3 (2.33)               | 52.0 (2.05)               | 39.4 (1.55)               | 38.6 (1.52)               | 21.7 (0.85)               | 4.3 (0.17)                | 1.8 (0.07)                | 3.9 (0.15)                | 23.2 (0.91)               | 60.1 (2.37)               | 90.4 (3.56)               | 114.1 (4.49)              | 508.8 (20.03)             |
| متوسط أيام هطول الأمطار (≥ 0.1 mm)                                                                                             | 12                        | 13                        | 9                         | 10                        | 7                         | 4                         | 1                         | 1                         | 3                         | 9                         | 10                        | 11                        | 90                        |
| ساعات سطوع الشمس الشهرية | 170.5                     | 165.2                     | 232.5                     | 252.0                     | 313.1                     | 333.0                     | 368.9                     | 353.4                     | 273.0                     | 226.3                     | 183.0                     | 167.4                     | 3٬038٫3                   |
| المصدر: Instituto de Meteorologia, المنظمة العالمية للأرصاد الجوية (precipitation days), Hong Kong Observatory(sunshine hours) |                           |                           |                           |                           |                           |                           |                           |                           |                           |                           |                           |                           |                           |

## أعلام
- ستيف كوري
- باتريك سويفت
- بارتولوميو دياز
- موريس إليوت